# Perseguint l'Amy
Perseguint l'Amy (títol original: Chasing Amy) és una pel·lícula estatunidenca dirigida per Kevin Smith, estrenada l'any 1997. Ha estat doblada al català.

## Argument
Holden McNeil ha creat amb el seu amic Banky Edwards el comic Blunt man & Chronic sobre dos superherois inspirats en Jay i Silent Bob. Holden s'enamora de Alyssa Jones, que es defineix lesbiana. Esdevenen llavors molt bons amics, tret que Holden no ho suporta i en vol més. Li confessa llavors el seu amor. Encara que sorpresa, respon favorablement a la seva confessió. Després, Holden descobreix que el passat sexual de la seva amiga és molt ple, sobretot d'experiències amb diversos homes. Ell no ho suporta més i trenca la relació.

## Repartiment
- Ben Affleck: Holden McNeil
- Joey Lauren Adams: Alyssa Jones
- Ethan Suplee: un fan
- Jason Lee: Banky Edwards
- Scott Mosier: un col·leccionista de còmics
- Casey Affleck: Little kid
- Dwight Ewell: Hooper X
- Guinevere Turner: Cantant
- Carmen Lee: Kim
- Brian O'Halloran: Jim Hicks, marc 1
- Matt Damon: Shawn Orà, marc 2
- Alexander Goebbel: el noi del tren
- Tony Torn: caixer
- Rebecca Waxman: Dalia
- París Petrick: Tory
- Jason Mewes: Jay
- Kevin Smith: Silent Bob

## Picades d'ull
- Silent Bob diu a Jay: « El que no sé sobre ell podria omplir el Gran Canyó »). A Butch Cassidy and the Sundance Kid (1969), Robert Redford diu el mateix a Paul Newman.
- Alguns personatges d'aquest film apareixen a Jay i Bob contraataquen, el film següent de Kevin Smith. Hi ha l'adaptació cinematogràfica de Bluntman & Chronic, els dibuixos creats per Holden i Banky. Holden aconsella Jay i Bob que volen tocar diners. A continuació van a Hollywood a trobar Banky i aturar el rodatge del film. Al final del film, se'ls veu sortir del cinema que projecta Bluntman & Chronic - El film. Alyssa Jones, acompanyat de la seva germana Heather (que apareixia a Clerks), diu que « haurien fet millor de treure Perseguint l'Amy »
- Quan Holden i Alyssa surten junts, hi ha una màquina de jocs d'arcade, el nom dels quals és "Gottlieb". Carl Gottlieb és el coguionista de Tauró (1975), un dels films preferits de Kevin Smith. Al film, hi ha altres referències a aquest film, sobretot en una escena on Banky i Alyssa comparen les seves cicatrius.
- Carmen Lee (Carmen Llywelyn) que interpreta Kim, l'amiga lesbiana d'Alyssa, era la dona de Jason Lee.[3]
- En una escena, Holden parla d'una escola anomenada Hudson. És l'escola en la qual Kevin Smith i Jason Mewes (Jay) es van diplomar.[3]
- Kevin Smith ha realment escrit i publicat 3 històries de Bluntman & Chronic, el còmic del film. Al final de cada història, aquest són els personatges del film, Holden McNeil i Banky Edwards, que són acreditats com a autors.[3]
- Els noms dels personatges de Holden McNeil i Banky Edwards són referències a Holden Caulfield i Ed Banky, dos personatges de El vigilant en el camp de sègol, una novel·la de J. D. Salinger publicat l'any 1951 als Estats Units.
- El títol de l'àlbum de Britney Spears If U Seek Amy és una rèplica de la versió original d'aquest film.
- El personatge de Silent Bob (encarnat per Kevin Smith), encara que no parla molt als films al qual apareix, té un dels discursos més llargs al film.[4]

## Banda original
- Alive, interpretat per Joey Lauren Adams
- Let's Go, interpretat per Ernie Isley
- Live Wire, interpretat per The Meters
- The Impression That I Get, interpretat per The Mighty Mighty Bosstones
- Ain't Nothin' Goin' On But the Rent, interpretat per Gwen Guthrie
- Run's House, interpretat per Run-DMC
- My Stomp, My Beat, interpretat per Vicki Sua Robinson
- It's Your Birthday, interpretat per Luther Campbell
- Red Alert, interpretat per K5
- Insomnia (Monster mix), interpretat per Faithless
- Passion, interpretat per K5
- I Don't Care, interpretat per Flipp
- We're In It for the Money, interpretat per Choreboy
- California, interpretat per Liz Phair
- Jump Start, interpretat per The Hang Ups
- Puppy Love, interpretat per Barbara Lewis
- Preludi 2 en C menor, compost per Johann Sebastian Bach i interpretat per Petra Haden
- Red, interpretat per Petra Haden
- My Mama Never Taught Me How To Cook, interpretat per Annette Peacock
- Lucky One, interpretat per Soul Asylum
- Can't Do Nuttin' for Ya Man, interpretat per Public Enemy
- Have You Seen Mary, interpretat per Sponge
- Be Yourself, interpretat per Whodini
- Stay, interpretat per Coal
- Tube of Wonderful, interpretat per David Pirner
- We 3, interpretat per Soul Asylum

## Premis i nominacions

### Premis
- Premi de l'actriu més prometedora (Joey Lauren Adams), en els premis Chicago Film Critics Association 1998.[5]
- Premi al millor guió i al millor segon paper masculí (Jason Lee) en el moment dels Premis Independent Spirit 1998.
- Premi de l'actriu més prometedora (Joey Lauren Adams), en els premis Las Vegas Film Critics Society 1998.

### Nominacions
- Nominació al premi al millor film estranger en llengua anglesa en els premis British Independent Film 1997.
- Nominació al Globus d'or 1998 de la Globus d'Or a la millor actriu musical o còmica (Joey Lauren Adams).
- Nominació al premi al millor film els Premis Independent Spirit 1998.